# Grantland
Grantland était un site web consacré au sport et à la culture populaire fondé en 2011 aux États-Unis par le journaliste Bill Simmons. Le site fut en opération de 2011 jusqu'au 30 octobre 2015.
L'employeur de longue date de Simmons, le réseau ESPN, est propriétaire de Grantland, qui privilégie les articles longs et documentés au détriment de la poursuite à tout prix des pages vues par le biais de clickbait. Éditeur en chef de Grantland, Simmons estime que la qualité de l'écriture et du journalisme Web ne doit pas souffir du CPM qui détermine le coût des espaces publicitaires en ligne. Un article typique sur Grantland compte environ 6 000 mots et contient habituellement des notes de bas de pages qui permettent à l'auteur de mieux documenter sa recherche ou mieux préciser sa pensée.
Outre Simmons, l'équipe d'auteurs de Grantland compte sur les écrivains Chuck Klosterman et Colson Whitehead, le journaliste gagnant d'un prix Pulitzer Wesley Morris, l'ancien éditeur en chef de Baseball Prospectus Ben Lindbergh, le scénariste Brian Koppelman, Justin Halpern, l'ancien joueur de la NBA Jalen Rose et l'auteur et journaliste sportif Jonah Keri. Le site est enrichi d'une chaîne YouTube et de podcasts.
En avril 2015, Grantland atteint, selon Bill Simmons, son sommet de 10 millions de visiteurs uniques et ce, sans l'aide des redirections ou de la promotion d'ESPN.
Le 30 octobre 2015, neuf jours après avoir congédié 300 employés, ESPN annonce la fin de Grantland,. Les archives du site demeurent en ligne.
Grantland est nommé d'après le journaliste Grantland Rice (1880-1954).